# Milionia gilolensis
Milionia gilolensis är en fjärilsart som beskrevs av Rothschild 1897. Milionia gilolensis ingår i släktet Milionia och familjen mätare. Inga underarter finns listade i Catalogue of Life.